# Yoann Gourcuff
Yoann Gourcuff (født 11. juli 1986) er en fransk fodboldspiller som spiller for Rennes. Tidligere har han spillet for Girondins Bordeaux, og var en af de afgørende kræfter på det Bordeaux-hold der i 2009 vandt det franske mesterskab. Han blev i 2009 kåret til årets spiller i Frankrig.

## Klubkarriere
Gourcuff blev født i Ploemeur, Morbihan, Bretagne. Efter at have startet ud med at spille for FC Lorient (hvor hans far, Christian Gourcuff, er manager) i en tidlig alder, skrev Gourcuff under på en ungdomskontrakt med Rennes i 2001, efterfulgt af en professionel kontrakt to år senere.
Efter kun 9 optrædener i 2003-04 sæsonen, blev de efterfølgende sæsoner meget bedre, eftersom han scorede 6 mål i 2005-06 sæsonen og det hjalp med til at Rennes sluttede på en syvende plads og en plads i Intertoto Cup 2006.
Han er blev kædet sammen med mange store europæiske klubber såsom Ajax Amsterdam, Valencia CF og Arsenal FC, men i slutningen af 2006 sæsonen, skrev han kontrakt med AC Milan hvor hans kontrakt løber til 2010-11 sæsonen.
Han startede sin Milan karriere ved at score et mål og var en af de bedste i en Champions League kamp mod AEK Athen men fik aldrig tilkæmpet sig en plads blandt de startende elleve.
I 2008-09 sæsonen blev Gourcuff lejet ud til franske Bordeaux, hvor han direkte ved ankomsten slog sit navn fast som et af det franske holds absolutte stjerner. I hans første sæson scorede Gourcuff 12 mål og lagde op til yderligere 8. Dette kulminerede i et fransk mesterskab for Bordeaux og titler for både bedste spiller og bedste mål i sæsonen 2008-09 i Frankrig.
Den 28. maj 2009 accepterede Gourcuff en 4-årig kontrakt fra Bordeaux, der sendte Gourcuff permanent til klubben i en handel omkring €15 millioner værd. Han var i den følgende sæson med til at kvalificere Bordeaux til kvartfinalerne i Champions League, men skiftede i sommeren 2010 til ærkerivalerne Olympique Lyon.

## International karriere
Gourcuff var en del af det franske hold, der vandt European Under-19 Football Championship i 2005. Den 20. august 2008 gjorde han debut for Frankrigs A-landshold da han blev skiftet ind i en venskabskamp mod Sverige og scorede sit første mål i en VM-kvalifikations-kamp mod Rumænien.